# Adolf Eduard von Thile

Adolf Eduard von Thile nach einer Zeichnung von Franz Krüger

Adolf Eduard von Thile (* 2. April 1784 in Dresden; † 24. August 1861 in Frankfurt (Oder)) war ein preußischer General der Infanterie.

## Leben

### Familie
Adolf Eduard war der Sohn des preußischen Generals Alexander Heinrich von Thile (1742–1812) und dessen zweiter Gemahlin Henriette Friedericke, geborene von Runckel (1747–1829). Der Ehe entstammten vier Kinder, von denen nur eine Schwester, Emilie Charlotte Auguste, verehelichte von Thiesenhausen (* 1777), und sein älterer Bruder Ludwig Gustav von Thile das Erwachsenenalter erreichten.
Adolf Eduard, der zur Unterscheidung von seinem älteren Bruder auch als Thile II bezeichnet wird, heiratete 1811 auf Gut Zschernowitz bei Guben Auguste Ulrike Antoinette von Schöning (1788–1859), Tochter des Landrates Carl Heinrich von Schöning. Der Ehe entstammten sieben Kinder, darunter der spätere preußische General Rudolf von Thile (1826–1893), Anna (1830–1908), Gemahlin des Regierungspräsidenten Gustav von Diest, und Hermann von Thile (1812–1889), deutscher Diplomat, ferner Hugo (1817–1894) der General der Infanterie wurde.

### Militärkarriere
Seine Laufbahn in der Preußischen Armee begann Thile 1795 als Junker im Infanterieregiment „von Arnim“, welches in Berlin stationiert war. Als junger Offizier wurde er häufig zu militärischen Vermessungsarbeiten eingesetzt. In der Schlacht bei Jena und Auerstedt und in der Schlacht von Pułtusk nahm er 1806 als Generalstabsoffizier bei der russischen Armee und 1807 im Korps L’Estocq teil.
Nach dem Tilsiter Frieden befand sich Thile als Generalstabsoffizier bei den niederschlesischen Brigaden unter Friedrich von Kleist in Frankfurt (Oder). Unter seinem Kommando nahm Thile am Russlandfeldzug teil und erwarb sich in den Gefechten bei Eckau, Ruhenthal und Kyopen den Orden Pour le Mérite sowie das Kreuz der Ehrenlegion. Yorck wählte ihn für die delikate Aufgabe aus, die unterzeichnete Konvention von Tauroggen dem König nach Berlin zu überbringen.
Zu Beginn der Befreiungskriege wurde er zum Chef des Generalstabs im Korps Kleist ernannt. Für seinen Einsatz in der Schlacht von Dresden erhielt er das Eiserne Kreuz I. Klasse. Thile nahm an allen entscheidenden Schlachten der Befreiungskriege teil. Am 23. Juni 1815 wurde er dazu auserwählt, die Siegesnachricht von Belle Alliance dem König nach Merseburg zu überbringen und an diesem Tag erhielt er das Eichenlaub zum Orden Pour le Mérite.
Auf eigenen Wunsch wurde er im September 1815 aus dem Generalstabsdienst entlassen und dem Kaiser Alexander Grenadier-Regiment zugewiesen, wo er den Frontdienst kennenlernte. Nachdem er ab 1816 zum Kommandeur des 33. Infanterie-Regiments in Stralsund ernannt worden war, wurde er 1817 zum Inspekteur der Landwehr im Regierungsbezirk Oppeln befördert. Seine Kritik an den mangelhaften Zuständen der preußischen Landwehr legte er in einer Denkschrift 1818 nieder.
1821 wurde er Mitglied der Kommission zur Revision des Exerzierreglements für die Infanterie, bei der der Prinz von Preußen den Vorsitz innehatte. Aus dieser Zusammenarbeit entstand ein Nahverhältnis zum preußischen Königshaus. So wurde er vom Prinzen Wilhelm 1823 als Begleiter auf einer Reise nach Brest-Litowsk und 1830 vom Kronprinzen als Begleiter auf einer Reise nach Warschau ausgewählt. Im selben Jahr wurde er zum Kommandeur der 7. Division ernannt. Thiele war ein hervorragender Truppenführer, der die 7. Division durch unermüdliche Tätigkeit und dabei immer gleichbleibendes kameradschaftliches Wesen auf eine hohe Stufe der Ausbildung brachte.
Nach achtjähriger Tätigkeit als Divisionskommandeur erhielt der inzwischen zum Generalleutnant beförderte Thile 1838 als Kommandierenden General das III. Armee-Korps in Frankfurt (Oder). 1840 versetzte König Friedrich Wilhelm III. ihn in gleicher Funktion zum VIII. Armee-Korps nach Koblenz. In diesen Jahren wurde er häufig zu in- und ausländischen Truppeninspektionen befohlen, da man auf sein kluges Urteil, sein offenes Wort und seinen umsichtigen Rat größten Wert legte. Am 3. März 1842 erhielt er die Erlaubnis zum Tragen des Großkreuzes des Militär-Karl-Friedrich-Verdienstordens. 1845 berichtete Thile dem Kriegsminister Hermann von Boyen von einer zunehmenden Missstimmung im Offizierskorps. Er benannte die Ursachen und ahnte dabei die im Jahre 1848 ausbrechende Revolution voraus. In Würdigung seiner langjährigen Verdienste zeichnete ihn König Friedrich Wilhelm IV. am 27. Februar 1846 mit den Brillanten zum Roten Adlerorden I. Klasse aus.
Als er am 29. Februar 1848 den Befehl zur Mobilmachung seiner Truppen erhielt, sah er sich den Anstrengungen nicht mehr gewachsen und bat um seinen Abschied, den ihm der König mit einem Schreiben vom 30. März 1848 genehmigte.
Thiele zog sich nach Frankfurt (Oder) zurück, wo er gemeinsam mit seiner Frau und dem unverheirateten älteren Bruder Louis Gustav bis zu seinem Tod lebte.